# Cyrus Thomas

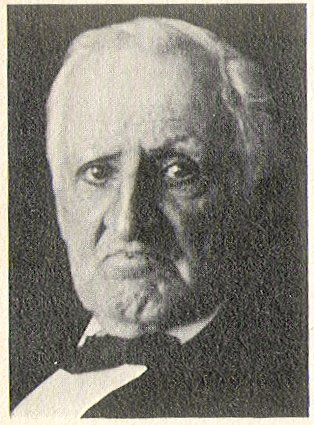
Cyrus Thomas

Cyrus Thomas (* 27. Juli 1825 in Kingsport; † 27. Juni 1910 in Washington, D.C.) war ein US-amerikanischer Altamerikanist mit deutschen und irischen Vorfahren, der die Kultur der Maya erforschte und durch die Entwicklung eines Silbenregisters einen phonetischen Ansatz zur Entzifferung der Maya-Schrift präsentierte. Zudem ist er auf dem Gebiet der Insektenkunde (Entomologie) hervorgetreten.

## Leben und Werk

### Biografie

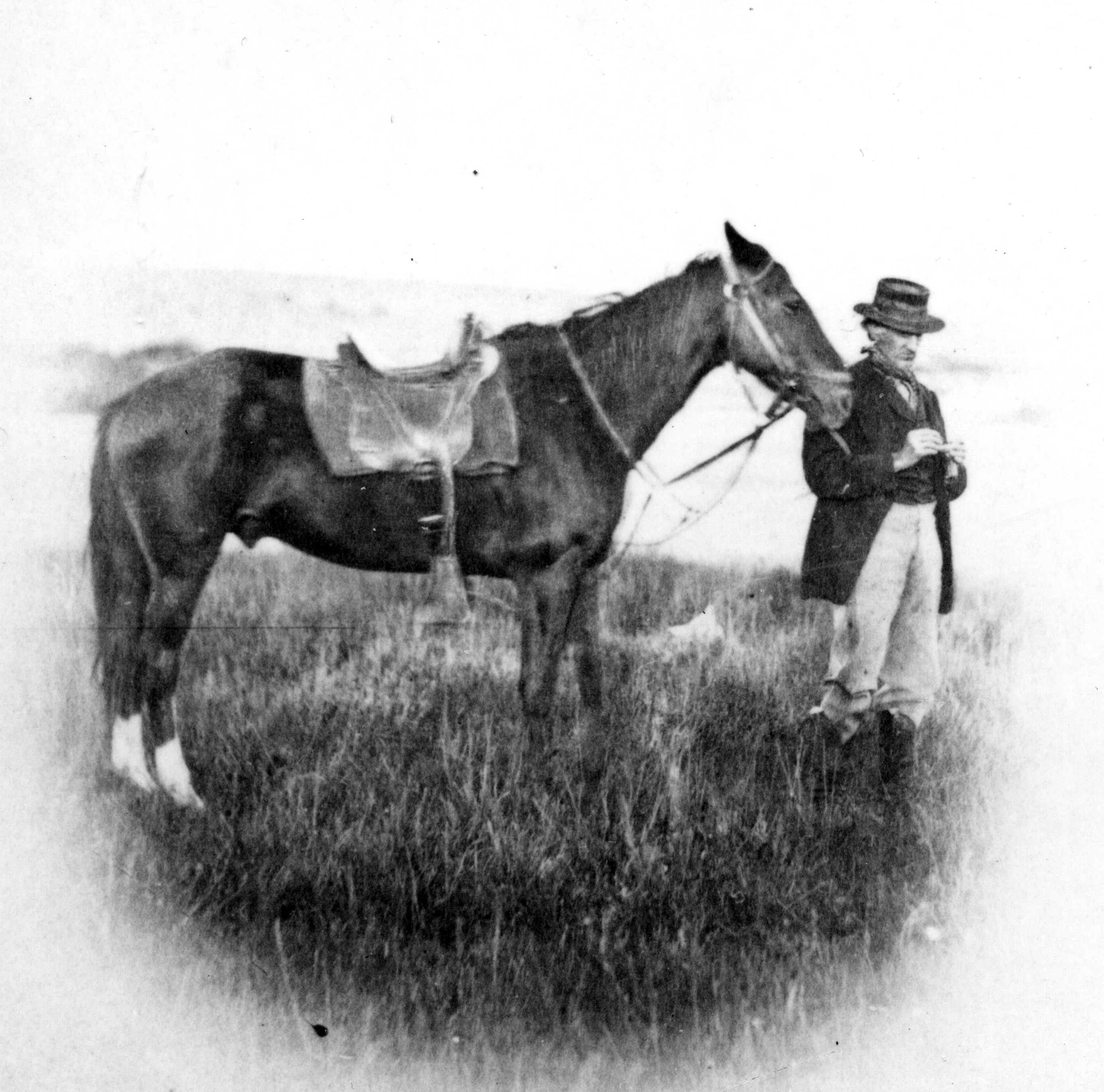
Cyrus Thomas, während seiner Reise durch den amerikanischen Westen.

Thomas studierte Rechtswissenschaften. 1851 wurde er als Rechtsanwalt zugelassen, ein Beruf, den er bis 1865 ausübte. Im selben Jahr begann er seine Amtszeit als Geistlicher der evangelisch-lutherischen Kirche. 1869 nahm er an der Expedition von Ferdinand Vandeveer Hayden teil, der eine wissenschaftliche Gruppe organisierte, um die Rocky Mountains zu erkunden, und war während der Expedition als Entomologe tätig. Im Jahr 1873 wurde Thomas zum Professor der Naturwissenschaft an der Southern Illinois University ernannt. Im Jahre 1879 wurde er auch zum Entomologen des Staates Illinois ernannt.

### Bedeutung
Thomas war ein Vorreiter in der Entzifferung der Maya-Schrift. Bereits 1882 wies er nach, dass die aus Affixen und Hauptzeichen zusammengesetzten Maya-Hieroglyphen von links nach rechts und in senkrechten Zweierkolumnen gelesen werden. Außerdem führte er das Silbenregister ein, in dem er annahm, dass die Maya-Schrift ähnlich wie die Hieroglyphen der Ägypter mit Silbenzeichen und Logogrammen arbeitete. Jede Silbe bestand demnach laut Thomas aus einer Kombination von Konsonant und Vokal. Thomas’ Silbenregister wurde erst in den 1950er Jahren von dem russischen Ethnologen Juri Walentinowitsch Knorosow bestätigt, ergänzt und vervollständigt. Knorosow zählte etwa 800 Maya-Zeichen. Er analysierte die Maya-Schrift als eine Kombination von Logogrammen (ein Zeichen für das gesamte Wort) und phonetischen Zeichen (ein Wort bestehend aus mehreren phonetischen Zeichen/Silben). Stuart vervollständigte Thomas’ Silbenregister mit der Substitution: Ein Laut/eine Silbe konnte dabei von vielen ähnlichen Zeichen dargestellt werden, die alle denselben Laut/dieselbe Silbe darstellten.

## Publikationen
- Aids to the study of the Maya codices. In: Annual report of the Bureau of American Ethnology to the Secretary of the Smithsonian Institution, 1884–85. Band 6. Government Printing Office, Washington 1888, S. 253–372.
- The Maya year. Washington 1894.
- The Rev. John: and a few philanthropists. John Lovell & Son, Montreal 1903.
- The History of North America. Band 2: The Indians of North America in Historic Times. G. Barrie, Philadelphia 1903.
- The History of North America. Band 19: Prehistoric North America. G. Barrie, Philadelphia 1905.